# Taal Aktie Komitee

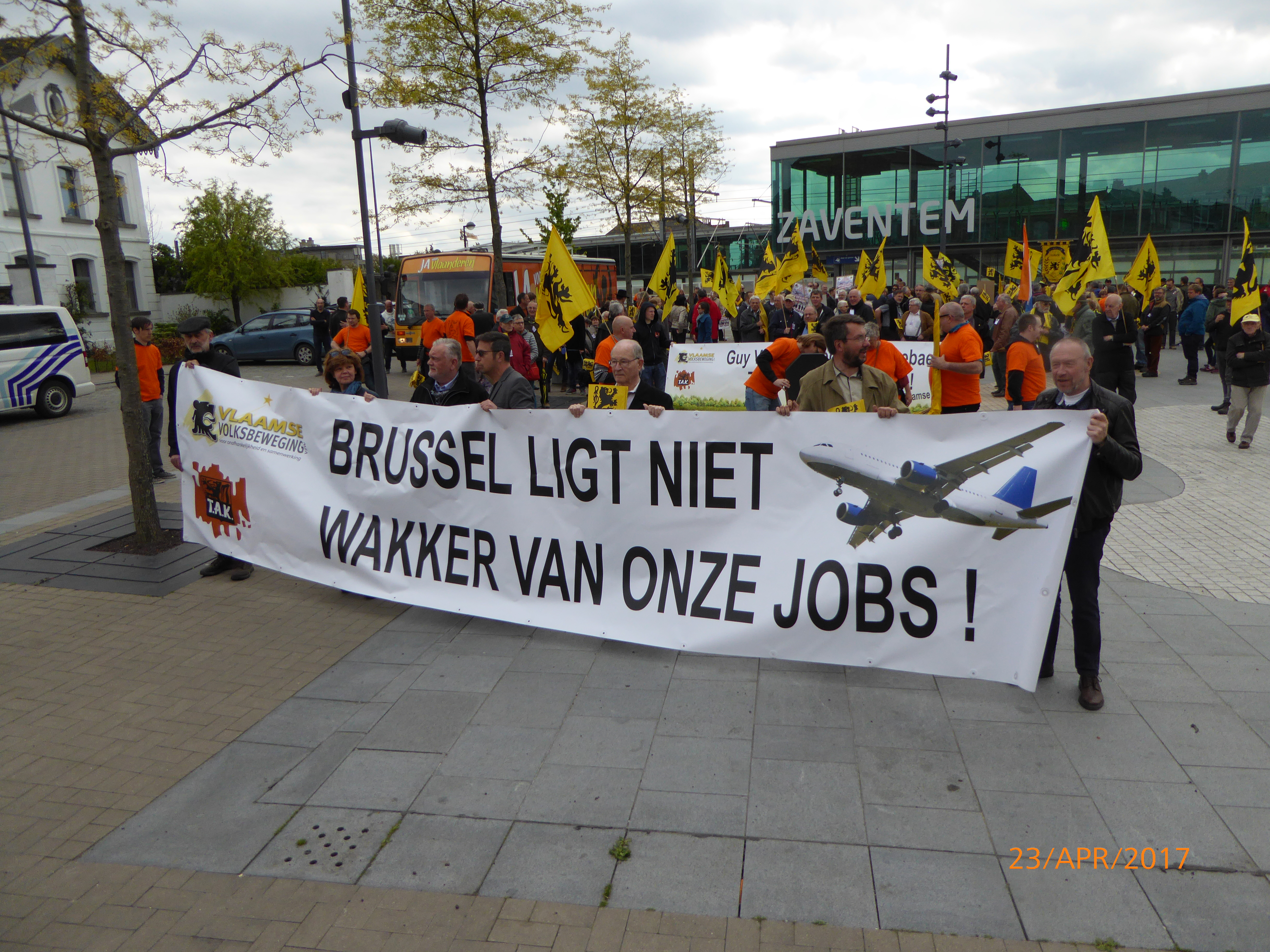
betoging TAK in Zaventem

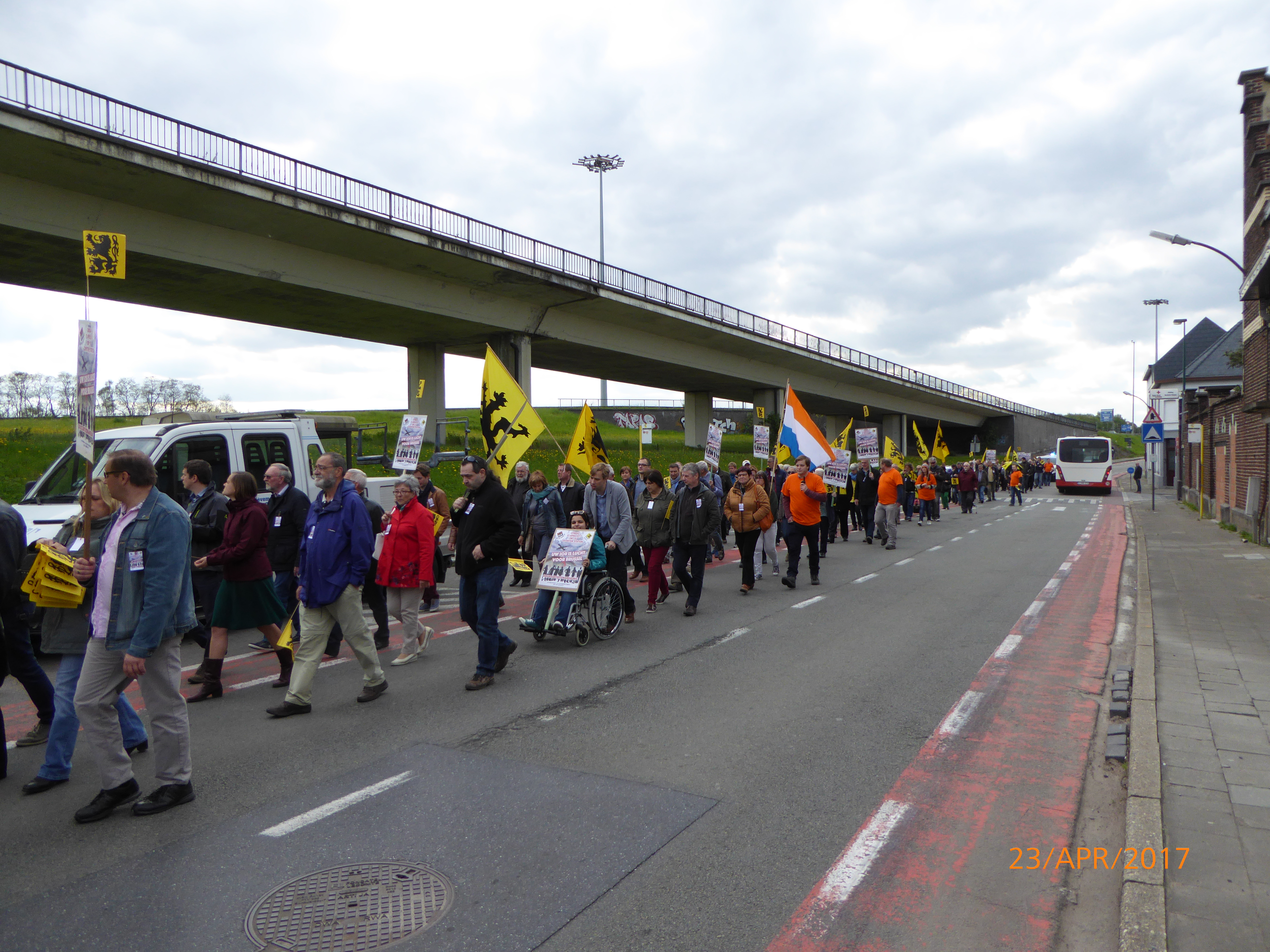
betoging TAK tegen Brusselse geluidsnormen

Het Taal Aktie Komitee of TAK is een Vlaamse actiegroep die ageert voor het behoud van het Vlaamse karakter van rand- en taalgrensgemeenten, de naleving van de taalwetten in Vlaanderen, tegen het uitdijen van de verfransing van Brussel naar de faciliteitengemeentes, en voor meer Vlaams zelfbestuur in het algemeen.

## Ontstaan
In de nacht van 11 op 12 september 1970, in volle verkiezingsstrijd, kwam het tot een incident tussen plakploegen van de toenmalige Volksunie (VU) en het Front des Francophones (FDF), waarbij een lid van het FDF stierf. Negen Vlaamse plakkers werden vervolgd, onder wie Roger Van Ransbeeck, een vroeger lid van de VMO. In de nasleep daarvan kwam hij met zijn advocaat Piet De Pauw tot de vaststelling dat er nood was aan iets nieuws.
Deze nieuwe actiegroep zou zich hoofdzakelijk bezighouden met taalactie (niet-naleving van de taalwetten en de verfransing van de taalgrensgemeenten) en was een samenraapsel van een Vlaams-Brabantse groep rond Roger Van Ransbeeck, een Gentse groep rond Piet De Pauw en een groep uit de Zwalm rond de, omwille van niet nader bekende politieke activiteiten tijdens de Tweede Wereldoorlog bij de balie geroyeerde, advocaat Marcel De Boe. Gezien de thematiek van de acties kwamen zij al gauw in contact met Flor Grammens die aan de basis lag van de uiteindelijke naam van dit initiatief: het Aktiekomitee Brussel en Taalgrens werd omgevormd tot Taal Aktie Komitee, afgekort TAK.
Een van de acties van deze pioniers vormde een voetmars van Gent naar D'Hoppe (deelgemeente van Vloesberg) op 26 maart 1972. Na afloop van deze mars kwam er een mededeling van Piet De Pauw, waarin hij de geslaagde uitbouw meldde van actiekernen in heel Vlaanderen die zouden voorop gaan in een algemene taalgrensactie. Die datum wordt daarom als startdatum van TAK beschouwd.
Van een actiegroep die zich uitsluitend profileerde rond de taalproblematiek zal TAK vanaf 1975 zich alsmaar meer focussen op staatkundige onafhankelijkheid voor Vlaanderen. In september 1975 werd vanuit het TAK de Vlaams Republikeinse Beweging (VRB) opgericht die een paar jaren later zich kortstondig omvormde tot Vlaamse Republikeinse Partij (VRP) die opging in de Vlaams Nationale Partij van Karel Dillen.
In mei 1977 deelde Piet De Pauw mede, op een vergadering in het toenmalige Brusselse café De Waltra, dat hij om persoonlijke redenen ontslag nam uit het TAK. Eric Crommelynck, tot dan lid van de TAK-raad, actieverantwoordelijke en verantwoordelijk uitgever van het eigen tijdschrift 'De Taktivist', nam van dan af de functie van nationaal TAK-verantwoordelijke op zich en dit tot eind 1986. Vanaf eind 1986 werd Guido Moons de nieuwe nationaal TAK-verantwoordelijke. Hij sloot met de toenmalige voorzitter van de Vlaamse Volksbeweging, Peter De Roover, in 1992 een samenwerkingsakkoord. Eind 1995 nam Guido Moons ontslag en werd Bart De Valck de nieuwe nationaal TAK-verantwoordelijke. In 2005 werd Roel De Leener, gewezen preses van NSV-Leuven, de nieuwe woordvoerder of nationaal TAK-verantwoordelijke, samen met Kurt Ryon, de actieverantwoordelijke. De laatste jaren trekt Dieter Delrue de TAK-kar.
Sinds de gemeenteraadsverkiezingen van oktober 2012 zijn twee gewezen TAK-verantwoordelijken burgervader geworden; Erwin Brentjens in Turnhout en Kurt Ryon in Steenokkerzeel.

## Acties

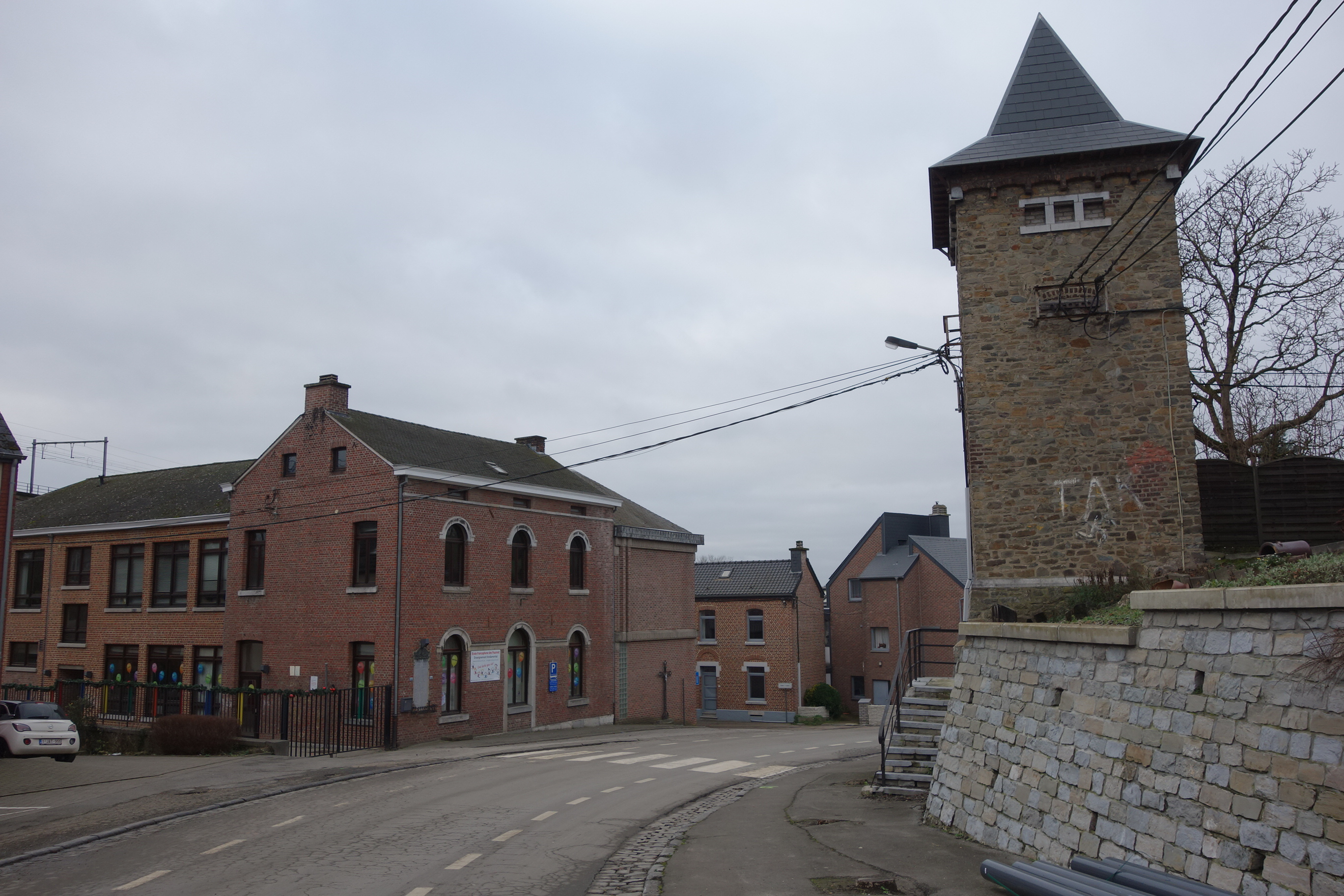
Graffiti van TAK en hakenkruis tegenover de Franstalige school in Sint-Martens-Voeren.

TAK werd al snel bekend om zijn acties tegen België en voor Vlaanderen. Tijdens voortdurende acties als de Schaarbeekse Lokettenkwestie en de Voerkwestie liet TAK zich opmerken. Sommige van deze acties gaan verder dan vredig actievoeren, zoals het vergelijken van de taaltoestanden in Brussel met de uitsluiting van Joden in de Tweede Wereldoorlog, het gooien van een taart naar een in hun ogen anti-Vlaamse politicus en het afzetten met kippengaas van het huis van een andere politicus.
TAK zet zich ook op andere fronten in voor de bescherming van het Nederlands, zo lieten ze zich midden 2002 opmerken met een "Demonstratie voor de terugkeer van het Nederlands op Schiphol", waarbij ze samenwerkten met de Stichting Taalverdediging.

## Publicaties
TAK geeft De Taktivist uit, een mededelingsblad dat sinds enkele jaren als katern in Doorbraak zit. Daarvoor bestond het als een apart driemaandelijks tijdschrift.
Andere kanalen van communicatie vormen een tweemaandelijkse elektronische nieuwsbrief en de rubriek T-Aktueel op de TAK-website, waarin TAK de politieke actualiteit opvolgt en duidt. Naar aanleiding van hun 40-jarig bestaan, kwam er in maart 2013 een fotoboek uit, met meer dan 500 foto's over 40 jaar Vlaams Nationale Straatagitatie.